# Караимы Украины
Караимы Украины — автохтонное национальное меньшинство, обитающее преимущественно в Крыму (крымские караимы) и Ивано-Франковской области (галицкие караимы). По переписи 2001 года в Украине насчитывалось 1196 караимов, из них в Крыму — 671, в Ивано-Франковской области — 106.

## История
Тюркоязычные караимы являются коренными жителями Крымского полуострова, потомками племен, входивших в VIII—IX веках в Хазарский каганат, а точнее тех, кто принял караимизм — разновидность иудаизма, признающая только писаный Ветхий Завет и отвергает Талмуд. На арамейско-староеврейском языке термин караим означает чтец (чтец Торы). С течением времени это слово стало этнонимом, названием народа. Существуют утверждения, будто он принадлежал к караимской секте иудаизма, возникшей в VIII веке в Месопотамии и происходит от хазар, правящая верхушка которых приняла иудейскую религию, а после разгрома Хазарского каганата Киевской Русью поселились в Крыму. Исследования подтверждают прямую и непосредственную генетическую связь караимов с хазарами.

Культовые и общественные здания караимов Украины
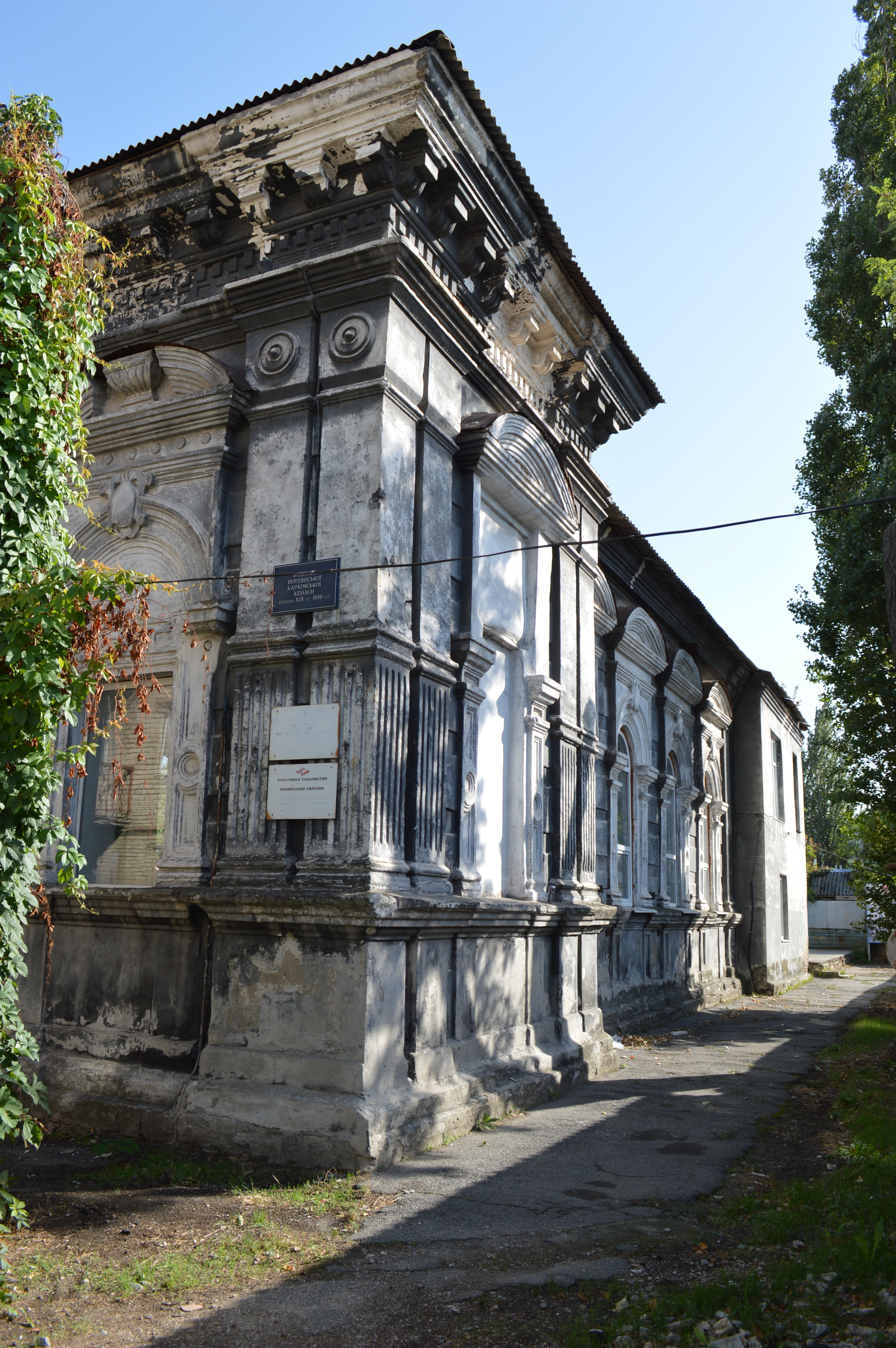
Кенаса в Бердянске
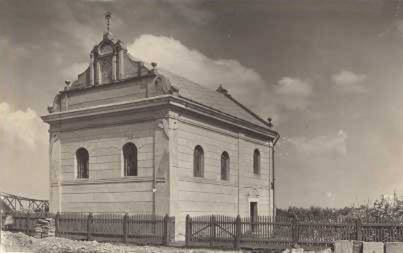
Кенаса в Галиче (утрачена)
Кенаса в Евпатории
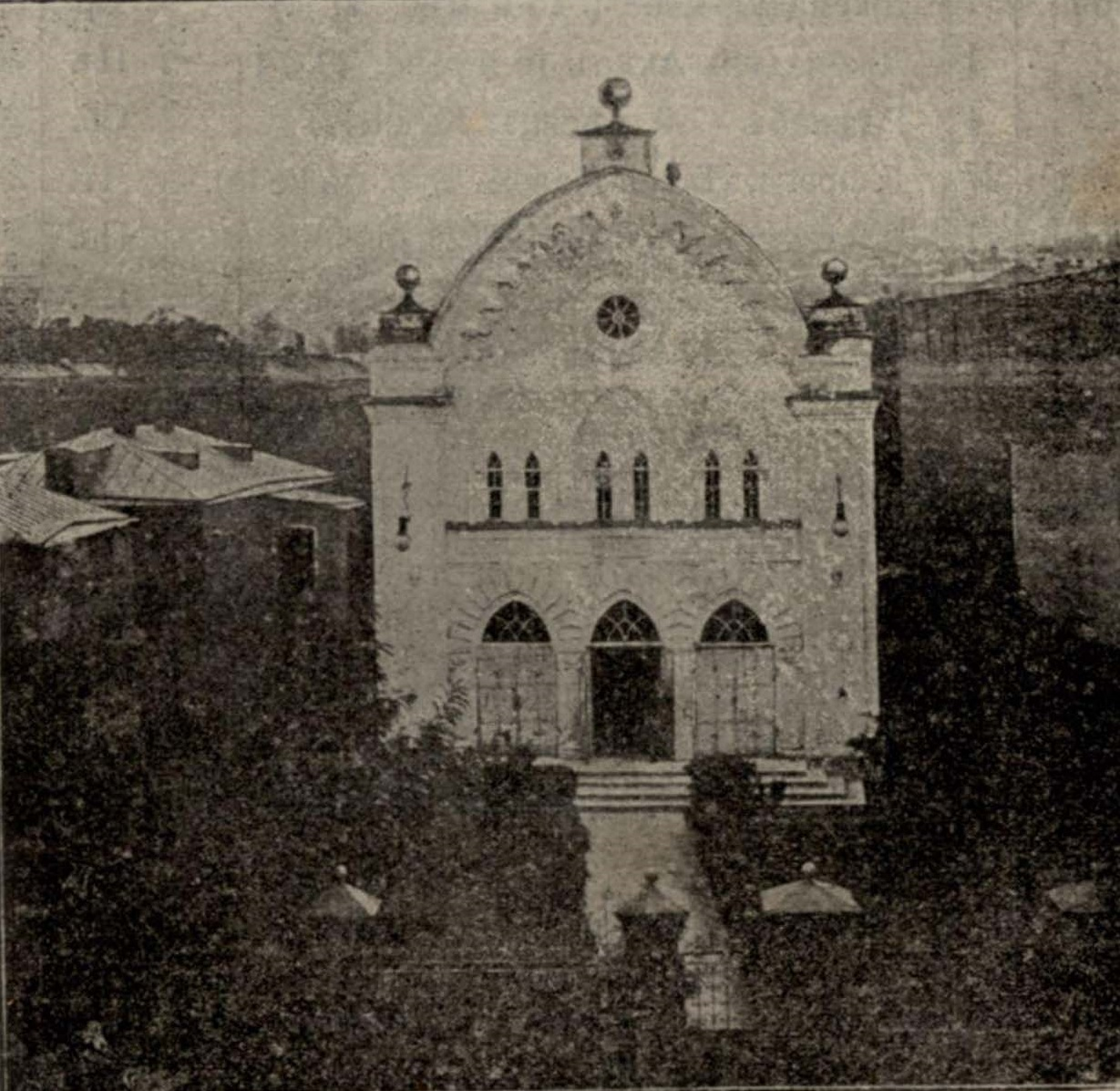
Кенасса в Екатеринославе (утрачена)
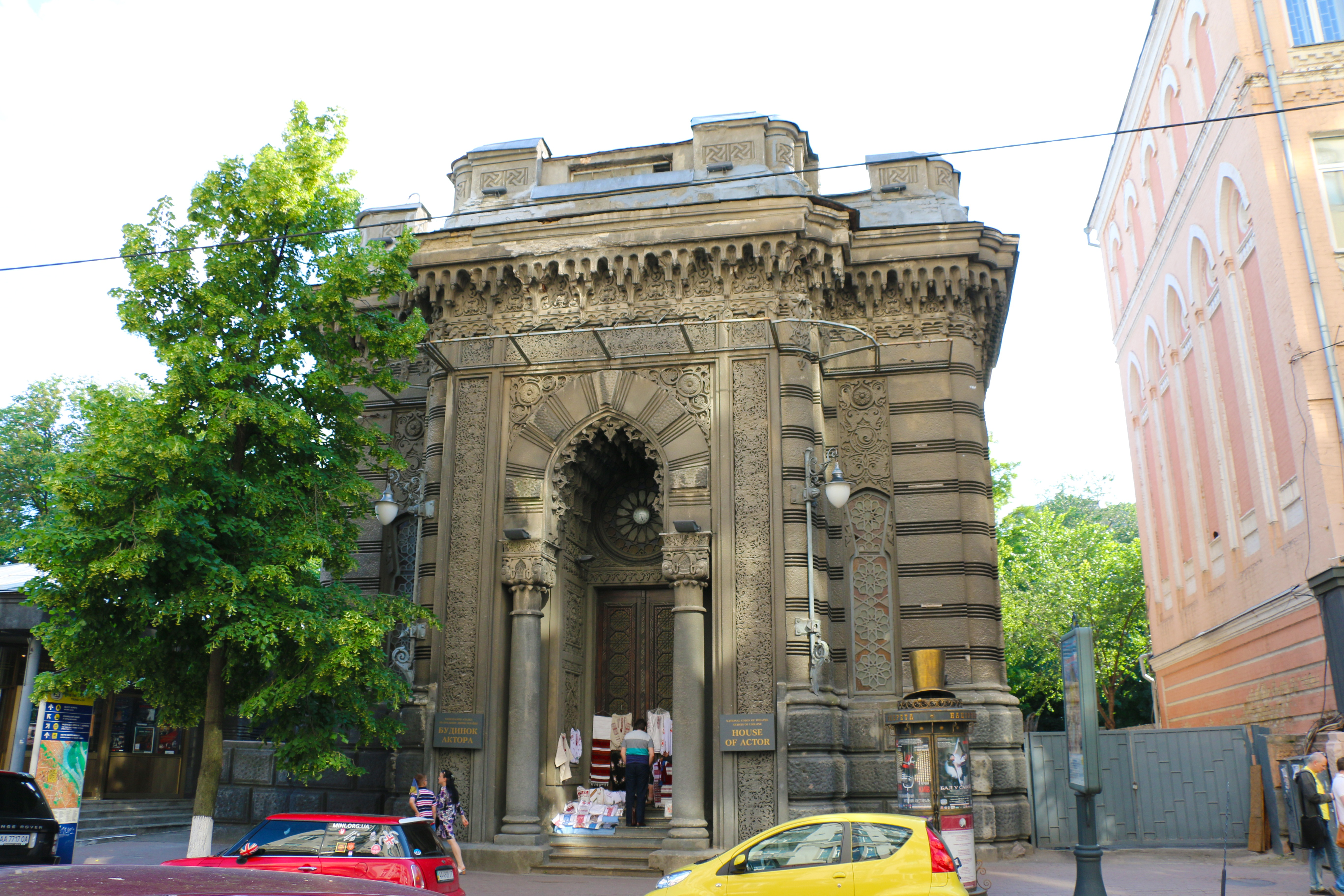
Кенаса в Киеве
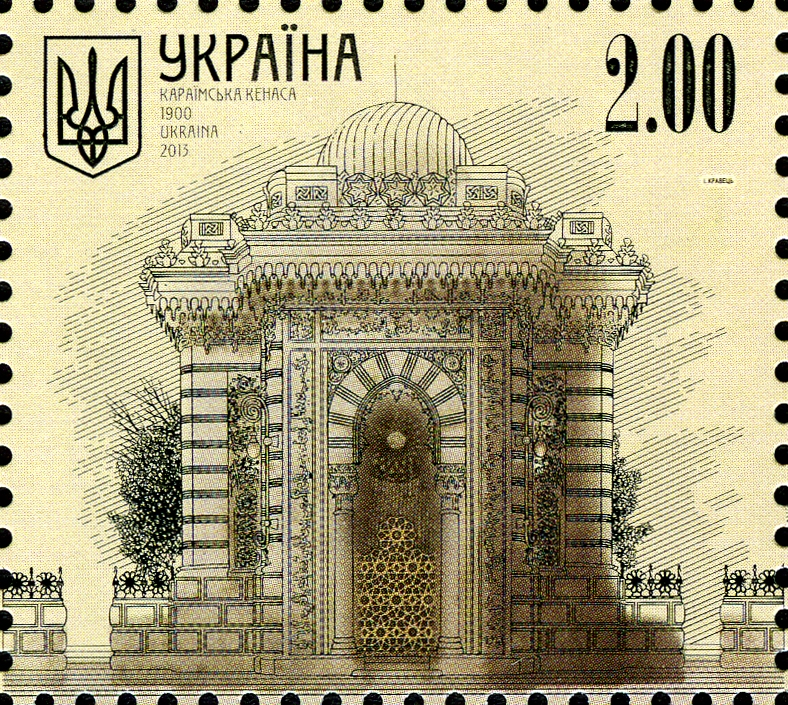
Киевская кенаса на марке Почты Украины
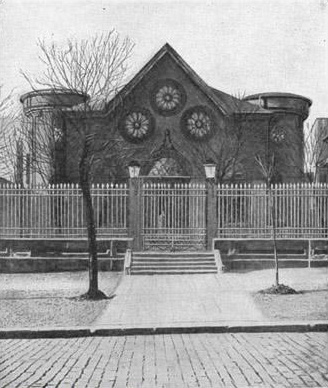
Кенаса в Одессе (утрачена)
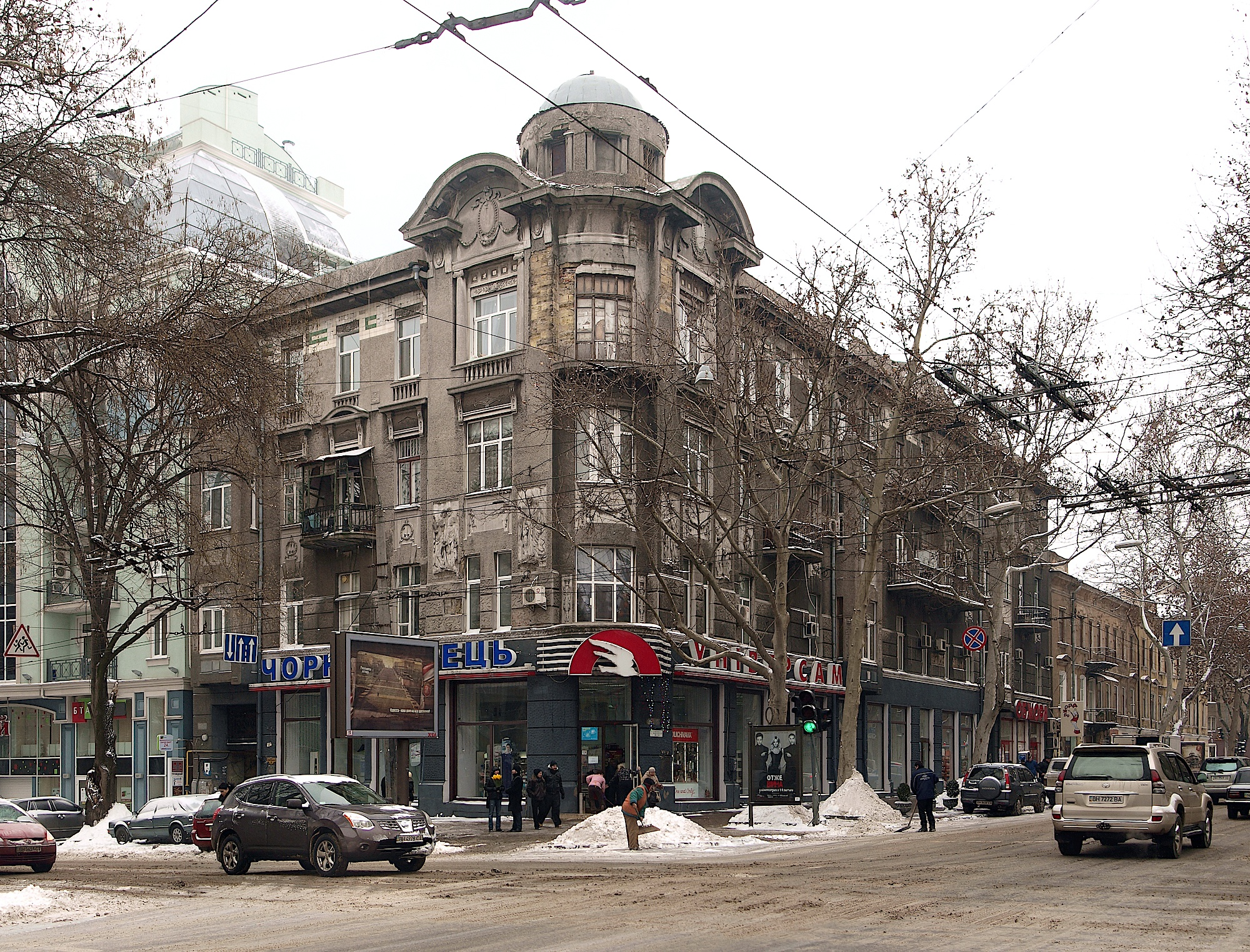
Здание караимского общества в Одессе
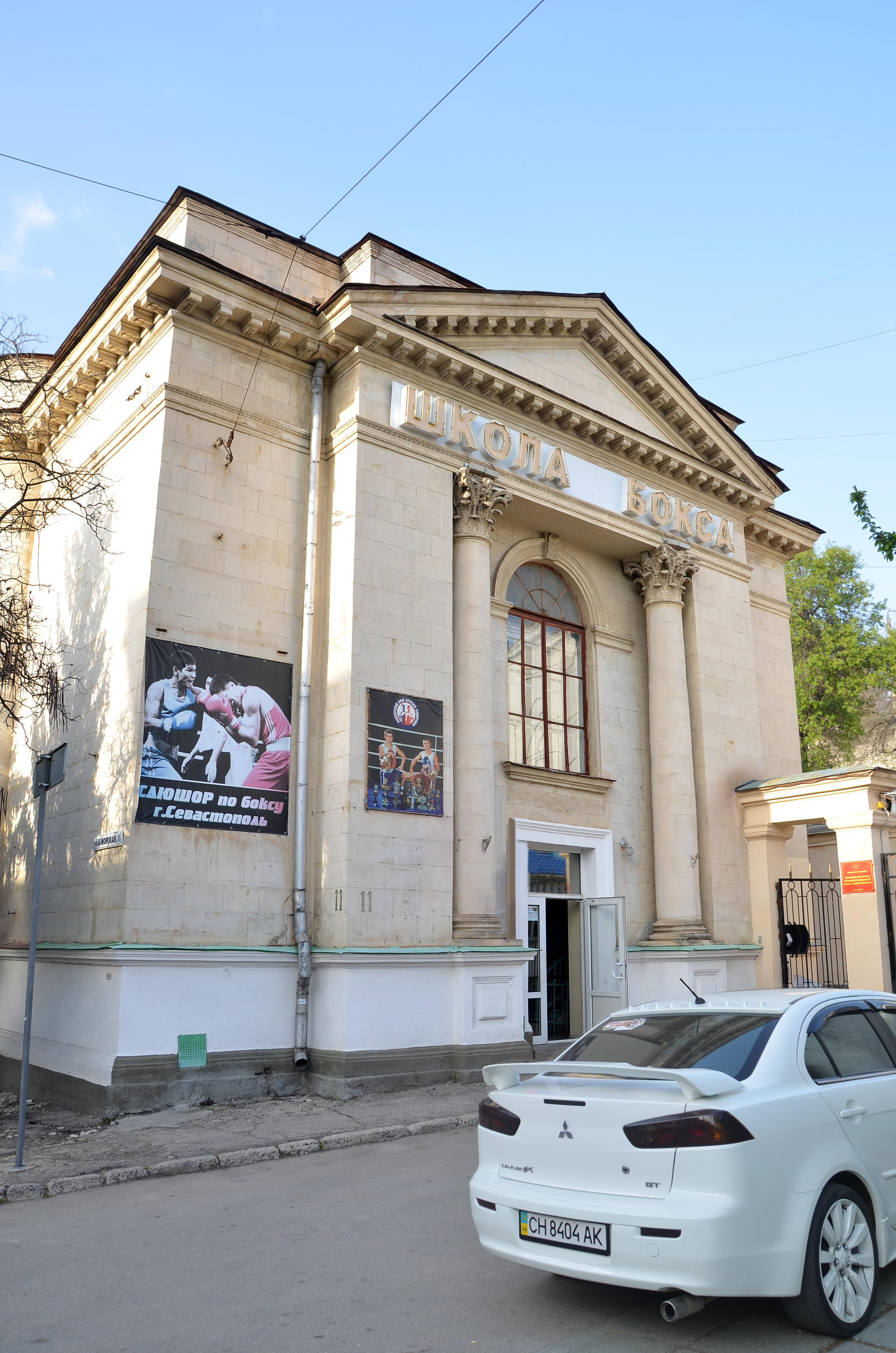
Кенасса в Севастополе
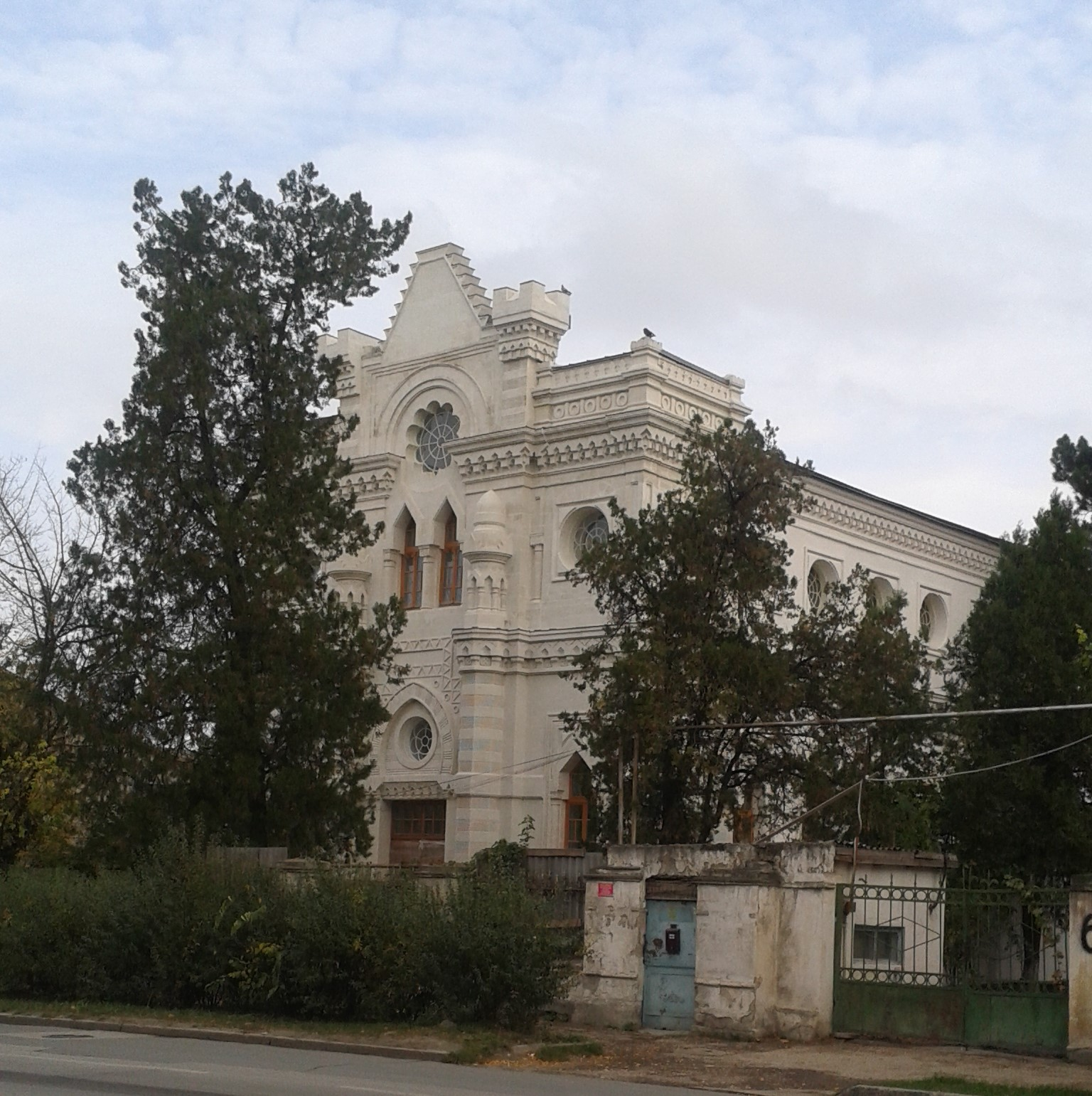
Кенаса в Симферополе
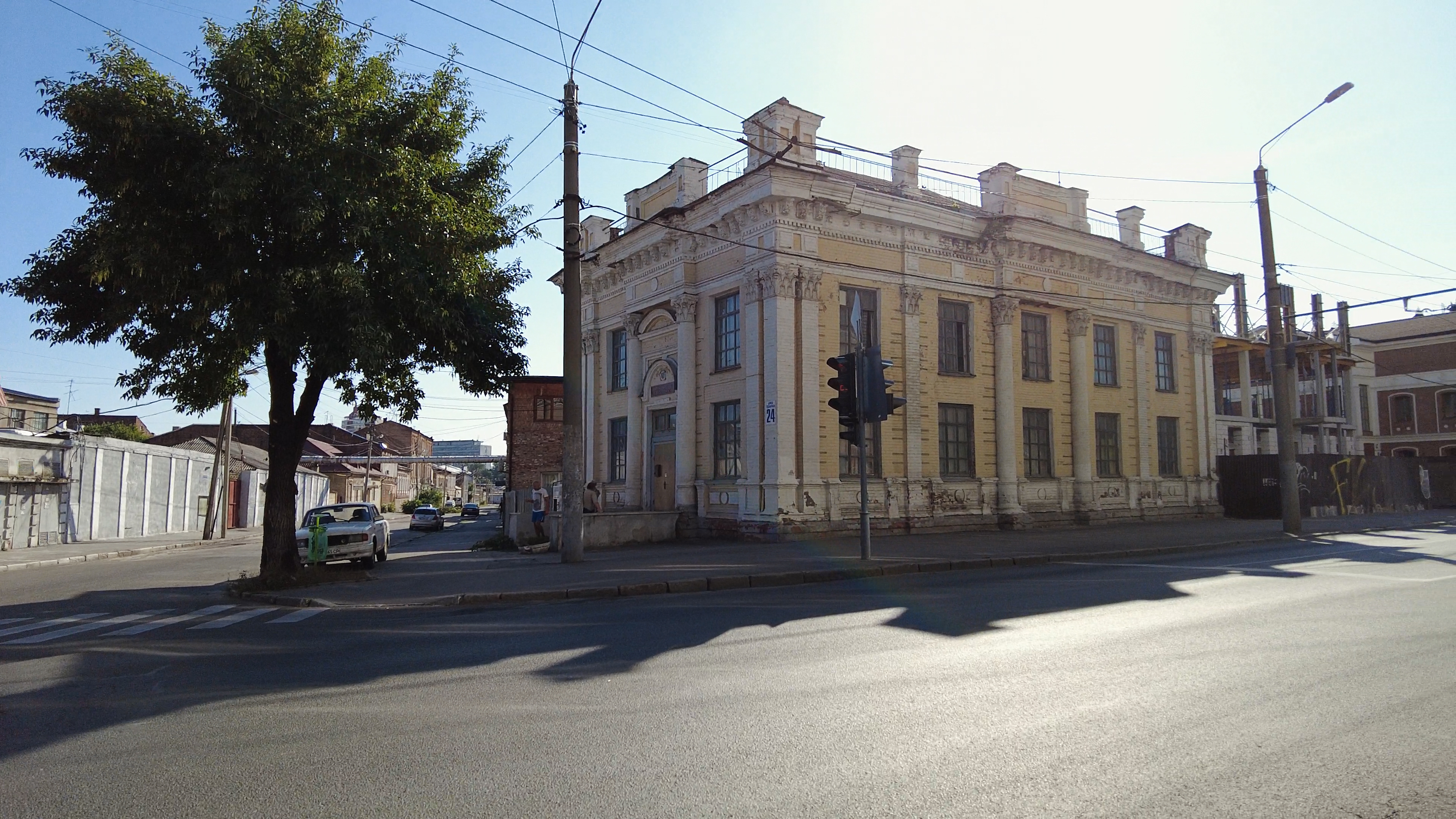
Кенаса в Харькове
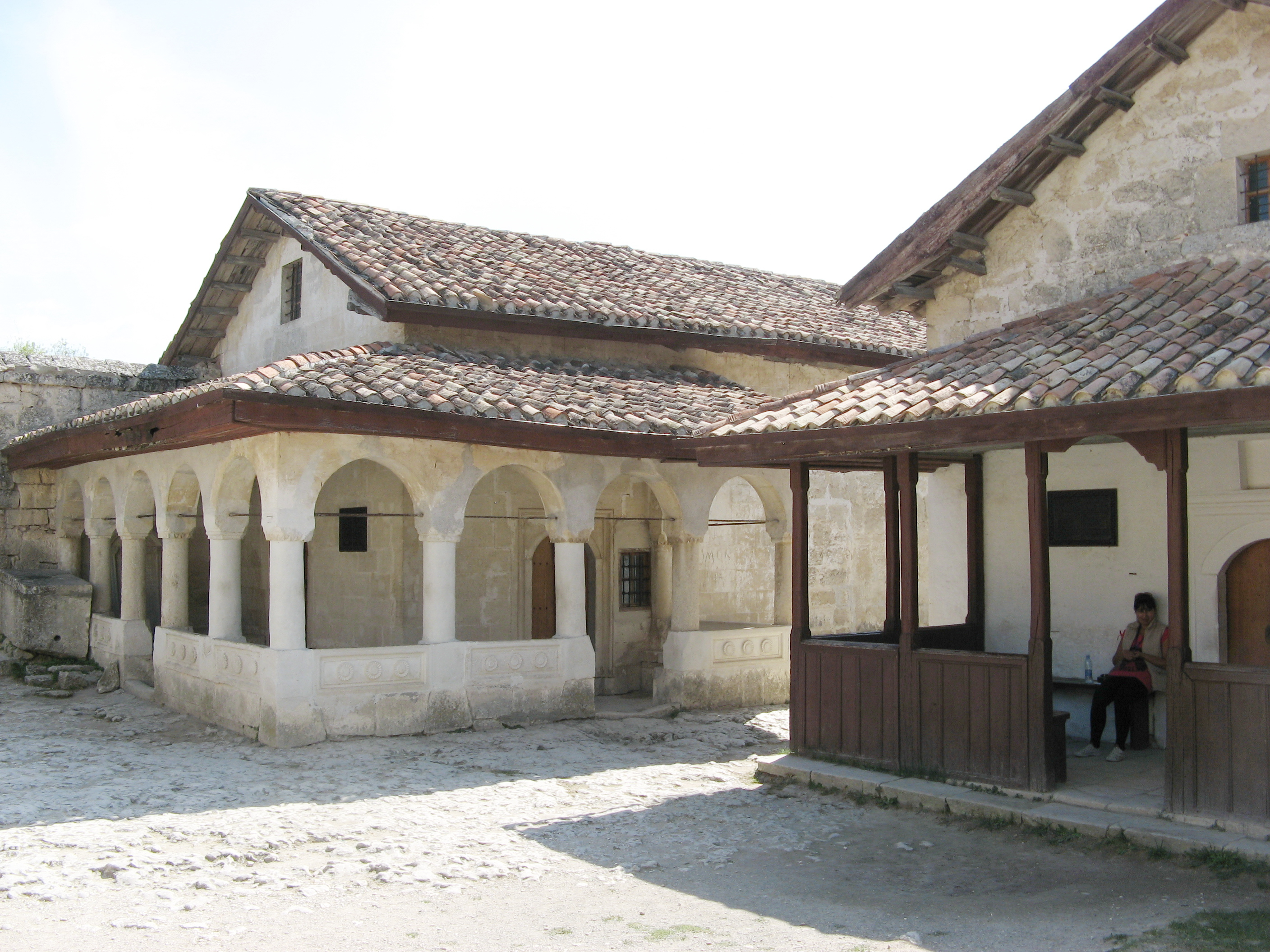
Кенасы в Чуфут-Кале

При ханском дворе караимы были уважаемыми людьми. Они занимались монетным двором. Из похода в Крым 1397 литовский князь Витовт забрал в Литву почти 400 караимских семей. Позже караимы переселились в города Галич, Тысменицу и Луцк. В XV веке в Киеве основана караимская колония, такого же типа поселения караимов имели место во Львове, где была Караимская улица, Жовкви, Самбор, Деражня. Затем большинство из них переселились в Галич (из Галиции и Волыни), осевшие в пригороде Залукви. В Галиче основали музей караимской истории и культуры. Караимские общины возглавляли хазары, обладавшие административной, правовой и религиозной властью. Благодаря общинной форме жизни, караимы и за пределами Крыма сохранили язык и культуру, тюркскую основу обрядов, одежды, фольклора, национальной кухни.

## Численность
Численность караимов по переписям:
- 1926 — ~7 000 (УССР — 2341, Крымская АССР — 4213, Восточная Галиция — ~500)
- 1959 — 3 301
- 1970 — 2 596
- 1979 — 1 845
- 1989 — 1 404
- 2001 — 1 196

Караимы в Украине по переписи 2001 года:
- Крым — 671
- Ивано-Франковская область — 106
- Одесская область — 65
- Днепропетровская область — 64
- Запорожская область — 51
- Севастополь — 44
- Киев — 43
- Донецкая область — 38
- Николаевская область — 37
- Харьковская область — 35
- Херсонская область — 8
- Волынская область — 6
- Киевская область — 4
- Луганская область — 4
- Черниговская область — 4
- Львовская область — 3
- Тернопольская область — 3
- Житомирская область — 2
- Полтавская область — 2
- Хмельницкая область — 1
- Черкасская область — 1

В Закарпатской, Кировоградской, Ровенской, Сумской и Черновицкой областях на момент переписи не было зафиксировано ни одного караима. В Прикарпатье, по словам Степана Пушика, осталось несколько человек караимской народности.

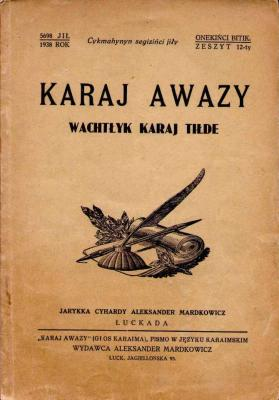
Обложка журнала «Karaj awazy» за 1938 год, Луцк

## Язык
Караимский язык принадлежит к половецко-кыпчакской подгруппе кыпчакской группы тюркских языков. По классификации ЮНЕСКО находится на грани вымирания.
Родной язык караимов Украины по переписи 2001 года:
- караимский — 72 (6,0 %)
- русский — 931 (77,8 %)
- украинский — 160 (13,4 %)
- прочие — 9 (0,8 %)

## Этнографические исследования
Иван Вагилевич записал рассказ караимского раввина из Галича о несуществующей уже в то время местной каменной статуе деда и бабы, к которой прикасались больные, веря в исцеление.